# Lehtmetsa (Põhja-Pärnumaa)
Lehtmetsa is een plaats in de Estlandse gemeente Põhja-Pärnumaa, provincie Pärnumaa. De plaats heeft de status van dorp (Estisch: küla).
Tot in oktober 2017 lag het dorp in de gemeente Halinga. In die maand werd Halinga bij de fusiegemeente Põhja-Pärnumaa gevoegd.
Lehtmetsa ligt aan de rivier Enge.

## Bevolking
Het dorp had 12 inwoners op 31 december 2011 en 13 inwoners op 31 december 2021.

## Geschiedenis
Lehtmetsa werd voor het eerst genoemd in 1514 onder de naam Letmestekulle, vanaf 1534 als Lechtmetz en varianten op die naam. Het dorp lag voor een deel op het landgoed van Enge en voor een ander deel op dat van Kaelase. In de jaren 1977-1997 maakte het dorp deel uit van het buurdorp Aasa.